# Değirmenüstü, Beşiri
Değirmenüstü là một xã thuộc huyện Beşiri, tỉnh Batman, Thổ Nhĩ Kỳ. Dân số thời điểm năm 2011 là 441 người.